# Non, je ne regrette rien
"Non, je ne regrette rien", (fransk for "Nej, jeg fortryder intet"), er en sang, der først og fremst er blevet kendt ved Édith Piafs fremførsel.
Piaf indspillede sangen på plade i november 1960. Teksten og melodi blev skrevet i 1956 af Michel Vauclarie (tekst) og Charles Dumont (komposition).
Teksten i sangen omhandlede Piafs tragiske barndom. Sangen blev anvendt som sidste sang i filmen La Vie En Rose om Édith Piafs liv.
| Musik | Spire Denne musikartikel er en spire som bør udbygges. Du er velkommen til at hjælpe Wikipedia ved at udvide den. |